# Grismadox
Genre
Grismadox est un genre d'araignées aranéomorphes de la famille des Corinnidae.

## Distribution
Les espèces de ce genre se rencontrent au Paraguay et en Bolivie.

## Description
Les espèces de ce genre mesurent de 3,17 à 6,20 mm. Ce sont des araignées myrmécomorphes.

## Liste des espèces
Selon World Spider Catalog (version 25.5, 22/01/2025) :
- Grismadox baueri Pett, Rubio & Perger, 2022
- Grismadox elsneri Perger, Rubio & Pett, 2022
- Grismadox karugua Pett, Rubio & Perger, 2022
- Grismadox mazaxoides (Perger & Dupérré, 2021)
- Grismadox mboitui (Pett, 2021)
- Grismadox rubioi (Pett & Perger, 2021)

## Systématique et taxinomie
Ce genre a été décrit par Pett, Rubio et Perger en 2022 dans les Corinnidae.

## Étymologie
Ce genre est nommé en l'honneur de Cristian José Grismado.

## Publication originale
- Pett, Rubio & Perger, 2022 : « Grismadox gen. nov., a new Neotropical genus of ant-resembling spiders (Araneae, Corinnidae, Castianeirinae), including the description of two new species from Bolivia and Paraguay. » Zoosystematics and Evolution, vol. 98, no 1, p. 1-11 (texte intégral).